# Ермолаев, Юрий Иванович
Юрий Иванович Ермолаев (16 июня 1921, Москва — 22 августа 1996) — советский детский писатель, драматург, корреспондент, актёр театра.

## Биография
Родился в 1921 году в г. Москве.
Окончив школу, в 1943 году окончил Театральное училище имени М. Щепкина.
Став актёром, он играл в спектаклях московских театров, потом работал на радио.
Свои первые рассказы Юрий Иванович Ермолаев прочитал на радио. Первая его книга «Почему рассердились бумажные полоски» была издана в 1960 году.
Похоронен на Ваганьковском кладбище.